# Andrew Fletcher
Andrew John Leonard Fletcher, známý jako „Fletch“, (8. července 1961 Nottingham – 26. května 2022) byl člen skupiny Depeche Mode.
Fletcher začínal jako hráč na basovou kytaru ve skupině spolu s Vince Clarkem, ale později přešel na klávesové nástroje ve skupině Composition of Sound, kde byli jeho spoluhráči Clarke a Martin Gore. Tito tři hudebníci poté spolu se zpěvákem Davem Gahanem vytvořili skupinu Depeche Mode. Fletcher nikdy ve skupině nebyl lídrem, více se zaměřoval na manažerskou činnost, která byla jeho silnou stránkou. Byl také jediným členem, který se nikdy autorsky nepodílel na tvorbě Depeche Mode, ačkoliv v jednom rozhovoru naznačil, že se o to v minulosti pokoušel.
Fletcher byl mluvčím skupiny, často vydával prohlášení do médií a komunikoval s novináři, jako tomu bylo v případě alb Exciter v roce 2001 a Playing the Angel v letech 2004 a 2005.
Říkalo se o něm, že byl členem, který skupinu stmeluje a pomáhal najít kompromisní řešení mezi Gahanem a Gorem v jejich autorských roztržkách při práci na albu Playing the Angel.
Fletcher byl kritizován pro svůj hlas a byl jediným členem skupiny, který nezpíval. Během živých vystoupení býval viděn s mikrofonem, který byl obvykle vypnutý.
Andy Fletcher založil vydavatelství Toast Hawaii. Občas také vystupoval jako diskžokej.
Od 16. ledna 1993 byl ženatý. Se svou manželkou Grainne měl 2 děti.
Fletcher zemřel 26. května 2022 ve věku 60 let na disekci aorty.